# Automatic (canción de Red Velvet)
«Automatic» es una canción grabada por el grupo femenino surcoreano Red Velvet, lanzada el 14 de marzo de 2015 como sencillo digital. La canción es parte del EP Ice Cream Cake siendo uno de sus sencillos junto con «Ice Cream Cake».

## Antecedentes y lanzamiento
Antes del anuncio del regreso oficial, Red Velvet fue descubierto en un desierto en Palmdale, California, para filmar un videoclip en febrero de 2015, con la integrante de SM Rookies, Yeri (quien reveló el lugar de rodaje para «Ice Cream Cake»). El 11 de marzo de 2015, S.M. Entertainment presentó oficialmente a Yeri como una nueva integrante de Red Velvet a través de un vídeo subido en su canal de YouTube, junto con imágenes teasers de Irene y Joy. En el mismo día, ellas revelaron el título del primer álbum del grupo que sería Ice Cream Cake y que sería lanzado el 18 de marzo de 2015. El vídeo oficial para «Automatic» se subió en el canal de SMTOWN el 14 de marzo, con su lanzamiento digital el 17 de marzo.

## Vídeo musical
El videoclip de «Automatic» fue dirigido por Shin Hee-won, que más tarde dirigiría de nuevo los sencillos «One of These Nights», «Russian Roulette» y «Rookie». En el vídeo se vio a las integrantes en una imagen más suave y madura, mostrando una coreografía sensual en una mesa de cena mal iluminada. Se pretendía mostrar el contraste entre su sofisticado concepto de «Velvet» y el tema brillante y burbujeante de «Ice Cream Cake».

## Posicionamiento en listas
| Listas (2015)                        | Mejore posición |
| ------------------------------------ | --------------- |
| Corea del Sur (Gaon Digital Chart)   | 32              |
| Estados Unidos (World Digital Songs) | 9               |

## Historial de lanzamiento
| País          | Fecha               | Formato          | Discográfica                 |
| ------------- | ------------------- | ---------------- | ---------------------------- |
| Corea del Sur | 17 de marzo de 2015 | Descarga digital | S.M. Entertainment, KT Music |
| Mundo         | 17 de marzo de 2015 | Descarga digital | S.M. Entertainment           |